# Списак носилаца заставе Грчке на Олимпијским играма
Ово је списак носилаца заставе Грчке на олимпијским играма.
Носиоци заставе носе националну заставу своје земље на церемонији отварања олимпијских игара.
| #  | Година                             | Носилац                  | Спорт                     |
| -- | ---------------------------------- | ------------------------ | ------------------------- |
| 44 | 2018. Пјонгчанг (зимске)           | Софија Рали              | Алпско скијање            |
| 43 | 2016. Рио де Жанеиро (летње)       | Софија Бекатору          | Једрење                   |
| 42 | 2014. Сочи (зимске)                | Панајота Цакири          | Скијашко трчање           |
| 41 | 2012. Лондон (летње)               | Александрос Николаидис   | Теквондо                  |
| 40 | 2010. Ванкувер (зимске)            | Атанасиос Цакирис        | Биатлон                   |
| 39 | 2008. Пекинг (летње)               | Илијас Илијадис          | Џудо                      |
| 38 | 2006. Торино (зимске)              | Лефтерис Фафалис         | Скијашко трчање           |
| 37 | 2004. Атина (летње)                | Пирос Димас              | Дизање тегова             |
| 36 | 2002. Солт Лејк Сити (зимске)      | Лефтерис Фафалис         | Скијашко трчање           |
| 35 | 2000. Сиднеј (летње)               | Николаос Какламанакис    | Једрење                   |
| 34 | 1998. Нагано (зимске)              | Василиос Димитријадис    | Алпско скијање            |
| 33 | 1996. Атланта (летње)              | Пирос Димас              | Дизање тегова             |
| 32 | 1994. Лилехамер (зимске)           | Томаји Лефуси            | Алпско скијање            |
| 31 | 1992. Барселона (летње)            | Ламброс Папакостас       | Атлетика                  |
| 30 | 1992. Албервил (зимске)            | Атанасиос Цакирис        | Биатлон и скијашко трчање |
| 29 | 1988. Сеул (летње)                 | Хараламбос Холидис       | Рвање                     |
| 28 | 1988. Калгари (зимске)             | Атанасиос Цакирис        | Скијашко трчање           |
| 27 | 1984. Лос Анђелес (летње)          | Стелиос Мијакис          | Рвање                     |
| 26 | 1984. Сарајево (зимске)            | Андреас Пантелидис       | Алпско скијање            |
| 25 | 1980. Москва (летње)               | Илијас Хаџипавлис        | Једрење                   |
| 24 | 1980. Лејк Плесид (зимске)         | Лазарос Архонтопулос     | Алпско скијање            |
| 23 | 1976. Монтреал (летње)             | Василиос Папагеоргопулос | Атлетика                  |
| 22 | 1976. Инзбрук (зимске)             | Спирос Теодору           | Алпско скијање            |
| 21 | 1972. Минхен (летње)               | Христос Папаниколау      | Атлетика                  |
| 20 | 1972. Сапоро (зимске)              | Панајотис Александрис    | Алпско скијање            |
| 19 | 1968. Мексико Сити (летње)         | Христос Папаниколау      | Атлетика                  |
| 18 | 1968. Гренобл (зимске)             | Димитриос Папос          | Алпско скијање            |
| 17 | 1964. Токио (летње)                | Георгиос Марселос        | Атлетика                  |
| 16 | 1964. Инзбрук (зимске)             | Димитриос Папос          | Алпско скијање            |
| 15 | 1960. Рим (летње)                  | Константин II Грчки      | Једрење                   |
| 14 | 1956. Мелбурн (летње)              | Георгиос Рубанис         | Атлетика                  |
| 13 | 1956. Кортина д' Ампецо (зимске)   | Александрос Вуксинос     | Алпско скијање            |
| 12 | 1952. Хелсинки (летње)             | Николаос Силас           | Атлетика                  |
| 11 | 1952. Осло (зимске)                | Ангелос Лембеси          | Алпско скијање            |
| 10 | 1948. Лондон (летње)               | Георгиос Каламбокидис    | Једрење                   |
| 9  | 1948. Санкт Мориц (зимске)         | Фотис Мавриплис          | Алпско скијање            |
| 8  | 1936. Берлин (летње)               | Јоанис Скијадас          | Атлетика                  |
| 7  | 1936. Гармиш-Партенкирхен (зимске) | Димитриос Негрепонтис    | Алпско скијање            |
| 6  | 1932. Лос Анђелес (летње)          | Христос Мантикас         | Атлетика                  |
| 5  | 1928. Амстердам (летње)            | Антониос Кариофилис      | Атлетика                  |
| 4  | 1924. Париз (летње)                | Христос Вретос           | Атлетика                  |
| 3  | 1920. Антверпен (летње)            | Василиос Заркадис        | Мачевање                  |
| 2  | 1912. Стокхолм (летње)             | Константинос Циклитирас  | Атлетика                  |
| 1  | 1908. Лондон (летње)               | Николаос Георгантас      | Атлетика                  |